# Kováts Antal (kanonok)
Kováts Antal (Győrsziget, 1762. május 28. – Veszprém, 1832. október 4.) tiszteletbeli kanonok és esperes-plébános, Veszprém vármegyei táblabíró.

## Élete
A filozófiát Győrött hallgatta, teológiai tanulmányait Pozsonyban folytatta. 1789. július 25-én szentelték pappá. Először Veszprémben, majd 1790. október 8-tól Várpalotán volt káplán, 1797. október 4-től plébános. Itt helyreállíttatta a templomot, valamint az iskolát és a plébániát is. 1810. április 10-én tiszteletbeli kanonok lett, 1816. október 26-án kerületi esperes, majd 1832. február 10-én veszprémi kanonok, somogyi főesperes és Veszprém vármegye táblabírája.

## Munkái
- Fegyverfogasára ébresztő beszédek, melyeket azon alkalmatossággal, a midőn a republikánusi franczia sereg Magyarország széléig Steierország felől előnyomult, élő nyelvel mondott... Szent-György havának 23. és pünköst havának 7. napjain 1797. Veszprém.
- Az igaz vitézség, melyre azon jeles ünnepen, midőn ... Borsos Pál ur ... veszprémi püspök .. a veszprémi felkelő nemes lovas seregnek zászlóját felszentelné pünköst havának 10. Pápa városában, a nemes megye fényes gyülekezete előtt, a választottakat serkentette. Uo. 1809
- Beszéd, melyet sz. István király napjára készített és a budai főtemplomban elmondott... 1814. Buda
- Egyházi beszéd, melyet, midőn nagy tiszt. Fittler Imre, a zirczi apáturság szerzetes, és áldozó papja papságának 50. esztendejét ünnepelné, boldogasszony havának 8. napján 1828. mondott, Székesfejérvár, 1829